# Satriyo Rahadhani
Satriyo Rahadhani (17 de septiembre de 1981) es un deportista indonesio que compitió en taekwondo. Ganó una medalla de plata en los Juegos Asiáticos de 1998, y dos medallas de bronce en el Campeonato Asiático de Taekwondo en los años 2000 y 2002.

## Palmarés internacional
| Juegos Asiáticos    | Juegos Asiáticos    | Juegos Asiáticos  | Juegos Asiáticos |
| Año                 | Lugar               | Medalla           | Categoría        |
| ------------------- | ------------------- | ----------------- | ---------------- |
| 1998                | Bangkok (Tailandia) | Medalla de plata  | –54 kg           |
| Campeonato Asiático |                     |                   |                  |
| Año                 | Lugar               | Medalla           | Categoría        |
| 2000                | Hong Kong (China)   | Medalla de bronce | –58 kg           |
| 2002                | Amán (Jordania)     | Medalla de bronce | –58 kg           |